# 1317
1327 (MCCCXXVII) a fost un an obișnuit al calendarului iulian, care a început într-o zi de luni.

## Evenimente
- 29 mai: Catedrala din Dongola, în Nubia, este oficial transformată în moschee.
- 24 iunie: Nou armistițiu între regii Robert de Neapole și Frederic al II-lea al Siciliei, negociat de papă; sub amenințarea excomunicării, regele Siciliei evacuează punctele din Calabria în care avea garnizoane.
- 25 iunie: Prin bula Sane considerante, papa Ioan al XXII-lea transformă episcopatul de Toulouse în arhiepiscopat.
- 10 decembrie: După exilarea familiilor Doria și Spinola din Genova de către guelfi, membrii ai familiilor Fieschi și Grimaldi sunt numiți căpitani generali ai orașului.
- 11 decembrie: Regele Birger al Suediei arestează pe frații săi, ducii Eric și Valdemar; răscoala nobililor îl împiedică însă să devină conducătorul întregului stat suedez.
- 22 decembrie: Bătălia de la Bortenevo. Marele cneaz Mihail de Tver înfrânge pe moscoviții conduși de Gheorghe Danilovici.

### Nedatate
- iunie: Gheorghe Danilovici se căsătorește cu sora hanului Hoardei de Aur, Uzbek, primind în schimb titlul de mare cneaz.
- Comitatul Burgundiei revine Coroanei Franței.
- Papa Ioan al XXII-lea creează diocezele de Luçon, Maillezais și Tulle.
- Stabilirea de legături comerciale permanente între Republica Veneția și Bruges.

## Arte, științe, literatură și filosofie
- Sunt elaborate statutele Universității din Bologna; orașul devine centrul studiilor juridice, contribuind din plin la răspândirea dreptului roman în restul Europei.

## Nașteri
- Robert Knowles, mercenar englez (d. 1407).

## Decese
- 7 februarie: Robert, conte de Clermont, fondatorul casei de Bourbon (n. 1256)
- 8 octombrie: Fushimi, împărat al Japoniei perioada Kamakura (n. 1265)
- 25 decembrie: Jean de Joinville, cronicar francez (n. 1224)

## Înscăunări
- Abu Said, han ilhanid al Iranului (1317-1334).